# Réforme du fédéralisme en Allemagne
 (signalé en mai 2025).
Si vous disposez d'ouvrages ou d'articles de référence ou si vous connaissez des sites web de qualité traitant du thème abordé ici, merci de compléter l'article en donnant les références utiles à sa vérifiabilité et en les liant à la section « Notes et références ».
- Archive Wikiwix
- Bing
- Cairn
- DuckDuckGo
- E. Universalis
- Gallica
- Google
- G. Books
- G. News
- G. Scholar
- Persée
- Qwant
- (zh) Baidu
- (ru) Yandex
- (wd) trouver des œuvres sur Wikidata

La réforme du fédéralisme allemand (en allemand  Föderalismusreform) a été adoptée en 2006 et est la modification la plus significative de la Loi fondamentale de la République fédérale d’Allemagne concernant les relations entre la Fédération et les États fédérés (Länder). Elle visait à améliorer le pouvoir d'action et de décision entre la Fédération et les Länder et a modifié leurs compétences législatives respectives. 
La réforme a été élaborée de 2003 à 2006 par la commission du Bundestag et du Bundesrat pour la modernisation de l’organisation de l’État fédéral (Kommission von Bundestag und Bundesrat zur Modernisierung der bundesstaatlichen Ordnung), dite la commission du fédéralisme (Föderalismuskommission), qui était présidée par le chrétien-social Edmund Stoiber et le social-démocrate Franz Müntefering et comprenait seize membres du Bundestag, seize membres du Bundesrat et quelques membres consultatifs. Elle a ensuite été adoptée en juin et juillet 2006 par le Bundestag et le Bundesrat à la majorité des deux tiers requise pour les révisions constitutionnelles, et est entrée en vigueur le 1er septembre 2006.

## Contexte
La Loi fondamentale (art. 70 à 75) divise la compétence législative entre la Fédération et les Länder ; elle distingue selon les matières les compétences exclusives de la Fédération, les compétences exclusives des Länder, et les compétences concurrentes. Elle donne également à la Fédération le droit d’adopter des lois-cadres.
Les Länder ont en principe la compétence législative de droit commun, mais la Fédération fait couramment usage de l’article 72 au motif que l'intérêt de l'ensemble de l'État rend nécessaire une réglementation législative fédérale. En outre, l'article 84 al. 1, qui prévoyait une approbation du Bundesrat dans les cas où l'administration des Länder est concernée par une nouvelle loi de la Fédération, a rendu nécessaire l’approbation du Bundesrat dans de nombreux cas.
La commission du fédéralisme a été mise en place afin d'accélérer la procédure de prise de décision dans la législation allemande, car on avait constaté une « érosion du fédéralisme ». Cette opinion est fondée sur plusieurs arguments :
- On a critiqué le fait que[réf. nécessaire] le Bundesrat devait jusqu'alors ratifier 60 % des lois fédérales, ce qui compliquait la procédure législative, d'autant plus que l'opposition au Bundestag bloquait les projets de loi du Gouvernement fédéral lorsqu’elle avait la majorité au Bundesrat.
- Les Länder avaient peu à peu perdu plusieurs compétences législatives à la suite de différentes réformes constitutionnelles.
- Enfin, on a aussi critiqué les compétences des Länder dans les secteurs culturel, scolaire et universitaire et les difficultés qui en résultent pour les ministres fédéraux lors des négociations au sein du Conseil de l'Union européenne.

## Dispositions
Le domaine de compétence exclusive de la Fédération a perdu le régime pénitentiaire et les heures de fermeture légale des magasins, et gagné la lutte contre le terrorisme.
La compétence législative concurrente a été largement révisée :
- L'ancien principe de la compétence législative concurrente existe encore, mais l'article 72 al. 1 de la Loi fondamentale ne prévoit plus l'obligation de donner comme motif l'intérêt de l'ensemble de l'État. Ce motif (« lorsque et pour autant que la réalisation de conditions de vie équivalentes sur le territoire fédéral ou la sauvegarde de l'unité juridique ou économique dans l'intérêt de l'ensemble de l'État rendent nécessaire une réglementation législative fédérale ») n'est encore nécessaire que pour quelques domaines qui sont énumérés à l'article 72 al. 2 de la Loi fondamentale.
- Si la nécessité d'une législation fédérale n'existe plus, la Fédération peut décider que les Länder peuvent remplacer une loi fédérale par une propre loi (art. 72 al. 4 GG).
- Une nouvelle catégorie de compétences a été créée par l'article 72 al. 3 de la Loi fondamentale. Dans quelques domaines, les Länder ont gagné le droit de voter des lois qui s'écartent des normes de la Fédération.

La Fédération a perdu son droit de promulguer une « loi-cadre » en application de l'article 75 de la Loi fondamentale. Les domaines cités dans cet article ont été déplacés dans les articles 70 à 74.
La réforme a diminué, en modifiant l'article 84 de la Loi fondamentale, le nombre des cas où l'approbation du Bundesrat est nécessaire. Depuis la réforme, les Länder ont le droit de promulguer un processus administratif divergent de celui prévu dans une loi fédérale.

## Critiques
Les partisans d'un État plus centralisé ont critiqué[réf. nécessaire] le fait que la Fédération ait perdu trop de compétences. Ils ont remarqué aussi qu'il n'était pas sûr que les lois fédérales n'aient pas besoin d'être adoptées par le Bundesrat en application de l'article 104a al. 4 de la Loi fondamentale qui prévoit l'approbation des Länder lorsque l'exécution de la loi doit être en partie ou en totalité financée par ceux-ci. Ils craignent que le retrait de la Fédération de plusieurs secteurs (par exemple: du secteur universitaire, des secteurs de la fonction publique et de l'enseignement scolaire et de la réglementation des heures de fermeture légale des magasins) puisse mener à une concurrence financière entre les Länder au détriment des citoyens. À leur avis, la transmission des compétences de la Fédération aux Länder aboutira à un déséquilibre au profit des Länder les plus riches. 
Ceux qui favorisent un État plus fédéralisé ont critiqué[réf. nécessaire] d'autres aspects de la réforme, par exemple que la Fédération n'a pas cédé aux Länder sa compétence dans certains secteurs mineurs tels que le droit réglementant la chasse. Ils ont critiqué aussi qu'il n'y a pas encore assez de concurrence entre les Länder et que la Fédération n'a pas cédé assez de compétences aux Länder. 
Il est allégué que[réf. nécessaire] le but essentiel de la réforme, la simplification du système des compétences, n'a pas été atteint en raison des réglementations compliquées et que la réforme a rendu plus difficile pour les citoyens de savoir à quel droit ils doivent se référer, au droit de la Fédération ou à celui du Land où siège le tribunal compétent.
Un autre point critiqué est qu'a été exclue toute réforme du statut financier, laquelle aurait été indispensable pour un réaménagement du fédéralisme en Allemagne.
Mais le point critique le plus important est qu'on n'a pas aboli par la modification de la Loi fondamentale le danger d'obstruction réciproque de la Fédération et des Länder.

## Suites
Le 15 décembre 2006, trois mois après l'entrée en vigueur de la réforme, le Bundestag et le Bundesrat ont décidé de préparer une nouvelle révision constitutionnelle sur les relations entre la Fédération et les Länder. Une nouvelle commission, de trente-deux membres, s'est constituée le 8 mars 2007 sous la présidence du social-démocrate Peter Struck et du chrétien-démocrate Günther Oettinger.
La commission est chargée d'élaborer des propositions pour moderniser les relations fiscales entre la Fédération et les Länder. L'objectif est un renforcement de la responsabilité des communes et une adaptation de leur équipement financier. Il s’agit en particulier de trouver des moyens pour réduire les dettes et pour prévenir un endettement continu. La fusion de certains Länder (par exemple Berlin et le Brandebourg, ou la Rhénanie-Palatinat et la Sarre) est envisagée, ainsi qu’une modification des règles de péréquation financière qui permettent une distribution équitable des ressources fiscales entre les Länder les plus riches et les plus pauvres.